# 朱莉娅·韦尔尼切
朱莉娅·韦尔尼切（義大利語：Giulia Vernice，2005年6月18日—），生于罗马，意大利女子花样游泳运动员，2023年欧洲运动会集体技术自选银牌得主、2023年世界游泳锦标赛集体技术自选银牌得主。